# Mutia
Mutia là một đô thị hạng 6 ở tỉnh Zamboanga del Norte, Philippines. Theo điều tra dân số năm 2000, đô thị này có trong 9.806 người trong 1.889 hộ.

## Các đơn vị hành chính
Mutia, về mặt hành chính, được chia thành 16 barangays.
| - Alvenda - Buenasuerte - Diland - Diolen - Head Tipan - New Casul - New Siquijor - Newland | - Paso Rio - Poblacion - San Miguel - Santo Tomas - Tinglan - Totongon - Tubac - Unidos |